# Prélude, fugue et variation (Franck)
Prélude, fugue et variation, op. 18, ist eine Komposition von César Franck. Sie ist seinem Freund Camille Saint-Saëns gewidmet. Das Werk existiert in zwei Fassungen: für Orgel solo sowie als Duoversion für Klavier und Harmonium. Die Orgelfassung wurde von Franck mit fünf weiteren Werken zu seiner Sammlung Six pièces zusammengestellt (seine op. 16 – 21). Franck spielte die Six pièces erstmals 1864 in Sainte-Clotilde, aber sie erschienen erst 1868 im Druck, gleichzeitig mit der Duoversion von op.18. Diese wird als die ursprüngliche Fassung vermutet.
Die Komposition steht in h-Moll und besteht entsprechend dem Titel aus drei Sätzen, dazu kommt eine kurze Überleitung zwischen dem 1. und 2. Satz. Beim 3. Satz „Variation“ handelt es sich um eine variierte Reprise des Präludiums, so dass Franck die klassische Kombination „Präludium und Fuge“ zu einer dreiteiligen ABA'-Form erweitert. Hierfür gibt es ein Vorbild bei Alexandre-Pierre-François Boëly. Die Sätze sind harmonisch und motivisch miteinander verbunden und gehen zum Teil attacca ineinander über.

## Auszüge
Die folgenden Auszüge sind für Klavier transkribiert (und nicht eine Reduktion der Orgelpartitur).

### Lent
Der neuntaktige Satz „Lent“ stellt eine Überleitung dar von der Moll-Dominante fis-Moll, in der das „Prélude“ endet, zum Halbschluss auf Fis-Dur, der die nachfolgende Fuge in h-Moll vorbereitet. Motivisch wird in dreimaligem Anlauf das Fugenthema entwickelt.